# Сьвятоня
Сьвятоня (пол. Światonia) — село в Польщі, у гміні Вартковиці Поддембицького повіту Лодзинського воєводства.
Населення — 134 особи (2011).
У 1975-1998 роках село належало до Серадзького воєводства.

## Демографія
Демографічна структура станом на 31 березня 2011 року:
|          | Загалом | Допрацездатний вік | Працездатний вік | Постпрацездатний вік |
| -------- | ------- | ------------------ | ---------------- | -------------------- |
| Чоловіки | 74      | 17                 | 49               | 8                    |
| Жінки    | 60      | 11                 | 31               | 18                   |
| Разом    | 134     | 28                 | 80               | 26                   |